# Scaptodrosophila bryani
Scaptodrosophila bryani är en tvåvingeart som först beskrevs av John Russell Malloch 1934.  Scaptodrosophila bryani ingår i släktet Scaptodrosophila och familjen daggflugor.